# Guerra de les Gàl·lies (llibre)
|  | No s'ha de confondre amb Guerra de les Gàl·lies. |

La Guerra de les Gàl·lies (en llatí, abreujat: De Bello Gallico) és un dels llibres més coneguts de Juli Cèsar, on narra en tercera persona la conquesta de la Gàl·lia dels anys 58 aC al 51 aC i les expedicions a Britànnia. Cèsar hi descriu les campanyes en les quals va lluitar contra els exèrcits gals (belgues, aquitans i celtes) que s'oposaven a la dominació romana. De Bello Gallico està pensat com una justificació d'aquestes guerres, les quals van ser llargues i costoses a l'època i motiu de crítica per part dels rivals polítics de Cèsar.

## Títol
De Bello Gallico és la forma abreujada del títol, Commentarii de Bello Gallico, ja que commentarii és el nom que rebien les memòries oficials. Aquest títol, però, no era pas, o almenys pel que sabem, el que Cèsar li va posar. Segons Suetoni el títol original era C. Iulii Cesaris comentari rerum gestarum, amb els subtítols de Bellum Gallicum o Belli Gallici.
També podem trobar diferents noms en els manuscrits trobats, com: Libri Gaii (Iulii) Caesaris Belli Gallici (Iuliani) de narratione temporum; C. Caesaris pont. max. Ephimeris rerum gestarum Belli Gallici libre VIII explícit feliciter; Hirci Pansae rerum gestarum Belli Gallici Gai Iulii Caesaris pont. max. Lib. VIII explicit feliciter.
El llibre, en català, és conegut amb diversos títols que depenen de l'elecció del traductor: Sobre la guerra de les Gàl·lies, De la guerra de les Gàl·lies, La conquesta de les Gàl·lies i, simplement, Guerra de les Gàl·lies.

## Context
L'obra s'emmarca en la conquesta del territoris gals, que comprenien els països que actualment coneixem com França, Bèlgica i part de Suïssa i d'Itàlia, per part de la República Romana. Joaquim Icart afirma que “Cèsar s'esforçà a aparèixer més com un alliberador i pacificador que com un exaltat conqueridor”.
Tot i així, després de la mort de Cras, Cèsar s'ha d'enfrontar a un senat que no té cap intenció de continuar una guerra cruenta, llarga i caríssima.

## Motivacions de l'obra
Juli Cèsar escriu la Guerra de les Gàl·lies no pas com un llibre històric sinó com un llibre de caràcter autobiogràfic sobre el que succeí durant aquesta guerra d'una manera totalment imparcial. L'objectiu principal d'aquest no era altre que vendre’s a si mateix com un gran estrateg i militar, amb capacitats per ampliar el territori romà, a més de justificar els atacs contra les diferents poblacions que conformaven la Gàl·lia. Juli Cèsar expressa, i això és innegable, el seu amor per Roma.
"[…] per tal de justificar-se, ja que les seves activitats tendien a escalar el poder, per a la qual cosa li calia una bona reputació als ulls de tothom [...]".

## Estructura

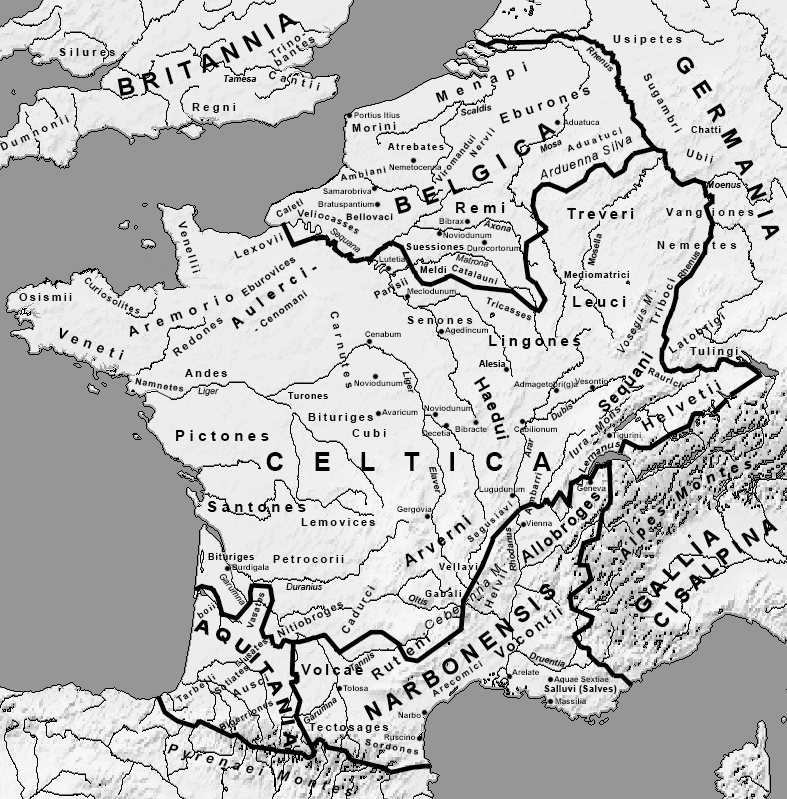
Mapa de les Gàl·lies

La guerra de les Gàl·lies es divideix en vuit llibres.

### Llibre Primer
En aquest llibre es narra la campanya de Juli Cèsar contra els helvecis i els germans a l'any 58 aC). Cèsar, buscant la defensa de la regió narbonesa, atacà els territoris helvecis, que s'havien establert molt a prop de territori narbonès. Amb dues accions ràpides guanyà la batalla contra aquests i va tornar el territori als narbonesos. Després són els germans, sota el comandament de Ariovist, que creuen el Rin sotmetent als sèquans i hedus, amenaçant així la província romana. Una vegada fracassades les negociacions, Cèsar es disposa a batallar amb ells, tot i que els legionaris romans estan espantats perquè pensen que els seus enemics tenen poders sobrenaturals. Cèsar, finalment, lluitant amb la desena legió, guanya la batalla a Vesonti.

### Llibre Segon i Tercer
En aquest dos llibres que funcionen com un únic bloc es narra la campanya de Juli Cèsar contra els belgues l'any 57 aC. Cèsar lluità amb dues noves legions contra els belgues; després es dirigeix a Britànnia, on es troben els vènets, que s'atreveixen a amenaçar Roma i fer ofenses als seus ambaixadors. Així doncs, Juli Cèsar amb una flota de construïda a la Narbonense decideix lluitar contra els enemics a l'oceà Atlàntic. També, cal dir que va sotmetre els mòrins i el menapis.
En aquest llibres Cèsar busca, més si hi cap, enaltir la seva figura, amb un to triomfalista, pensant-se que la Gàl·lia ja estava pacificada.

### Llibre Quart
En aquest llibre es narra la campanya de Cèsar contra els usípets i tencteris l'any 55 aC. Aquests pobles havien envaït el nord de les Gàl·lies. En aquest moment decideix creuar el Rin per un pont construït en deu dies, ja que aquests invasors presentaven una greu amenaça per a l'estabilitat de la Gàl·lia. Finalment, després de divuit dies de saquejos, sense combatre amb cap exèrcit, decideix retirar-se i fer una altra expedició a Britànnia sense èxit.

### Llibre Cinquè
El llibre cinquè es pot dividir en dues parts que responen als primers 33 capítols i als 33 últims.
- Segona expedició a Britànnia: en aquesta primera part del llibre cinquè es narra la segona expedició a Britànnia per part de Cèsar. Aquest retorna a Britànnia amb l'objectiu de conquerir la part més propera a la Gàl·lia, però va ser un altre fracàs. A causa que la campanya s'inicià molt tard.
- Revoltes al nord-est de la Gàl·lia: en la segona part del llibre cinquè es narra les revoltes que van tenir lloc al nord-est de la Gàl·lia. Durant l'hivern, començà a haver-hi revoltes properes als campaments romans per part de poblats que se sentien amenaçats pel mateix Cèsar. L'exèrcit va perdre una legió i mitja prop del territori dels eburons, sota el comandament de Ambiòrix. El llibre tanca amb la victòria de Labiè.

### Llibre Sisè
En aquest llibre es narra les activitats que van tenir lloc a l'any 53 aC. Cèsar fa una segona expedició travessant el Rin, exterminant els eburons i perseguint Ambiòrix.

### Llibre Setè
En aquest llibre es narra la campanya de Juli Cèsar contra Vercingetòrix a l'any 52 aC. Cèsar va conquerir la ciutat d'Avàricum i va batallar contra les forces gal·les de Vercingetòrix que, tot i tenir una bona estratègia, va fracassar. Cèsar, però, va ser derrotat a Gergòvia, motiu pel qual aquest i el seu exèrcit van haver de tornar cap a la Narbonense perseguits pels hedus. Vercingetòrix però, en un gir dramàtic dels esdeveniments, va caure a causa de la superioritat d'infanteria i cavalleria de l'exèrcit romà. Vercingetòrix es dirigí a Alèsia, on tingué lloc la batalla final. Allí Cèsar els va atrapar, envoltant la plaça principal on es trobaven les tropes gal·les. Finalment, Vercingetòrix s'entregà.

### Llibre Vuitè
En aquest llibre es narra la campanya Juli Cèsar contra els carnuts i els bel·lòvacs. Cèsar aconsegueix establir la pau a tota la Gàl·lia i sufocar la resistència dels pobles gals que lluitaven contra els romans. Aquest llibre no està escrit per Cèsar, sinó que està escrit per Hirci, persona de confiança que acompanyà Cèsar durant tota la campanya i posseïa tota la documentació oficial.

## Redacció i estil

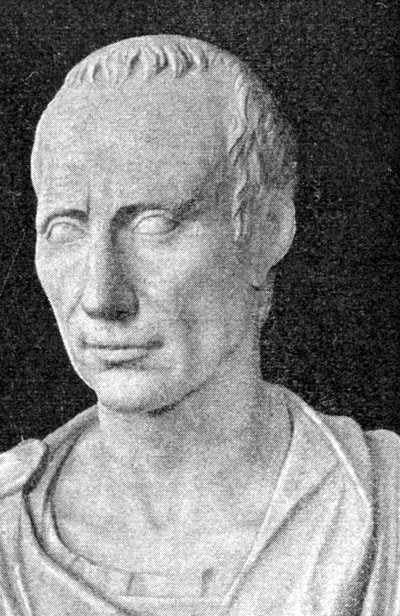
Bust de Juli Cèsar.

Juli Cèsar va començar escriure el set llibres de La Guerra de les Gàl·lies durant l'hivern dels anys 52-51, just després de sotmetre Vercingetòrix. Per fer-ho tenia present no només la seva pròpia experiència en les campanyes, sinó que es va fer servir de documentació original pròpia i aliena. Cèsar sabia que no li quedava gaire temps per ser cridat a Roma per haver de donar explicacions d'una campanya que resultava desconeguda per als romans. No s'entenia per què estava durant tant de temps o fins i tot els motius d'aquesta. A més, els enemics polítics de Cèsar formulaven acusacions pel seu paper com a procònsol de les Gàl·lies. Cèsar escriu aquesta obra com a justificació de les seves accions militars i polítiques. Volia guanyar-se el paper de gran estrateg i líder, a causa de les seves aspiracions polítiques. Però no només buscava una justificació, sinó també el seu paper dins de la història romana. Volia que aquest fos un document que permetés als futurs historiadors conèixer la seva figura. És per aquest motiu que la redacció de l'obra és en tercera persona. Aquest estil busca crear una sensació d'objectivitat. Aquesta tècnica es conjuga juntament amb una correcció i pulcritud de la llengua llatina impressionant i amb una narració àgil. Segons Icart: "[…] escrita amb tanta serenitat aparent que hom la diria veraç en tots els seus detalls".

### Sobre la paraulaCommentarii
L'elecció de la paraula commentarii ja ens dona la pista que Juli Cèsar no tenia pas la intenció d'escriure una obra histogràfica. Un commentarius és una recopilació de documents que un autor vol oferir de manera ordenada per als historiadors del futur. És a dir, una mena de document per desdibuixar la seva imatge i contar la seva veritat.

### Llibre VIII
L'últim llibre d'aquesta obra, el llibre VIII, no està pas escrit pel mateix Cèsar, sinó per Hirci, una persona de la confiança de Juli Cèsar que va acompanyar-lo durant tota la campanya militar. Aquest llibre destaca justament per no mantenir l'estil impecable de l'autor original, tot i que hi ha un esforç en aquesta direcció per part d'Hirci. A més, es nota, clarament, una falta de coneixença de l'argot militar, així com una ruptura amb l'agilitat de la narració anterior.

### Veracitat
Al llarg dels segles, molts estudiosos han apuntat la possibilitat que La guerra de les Gàl·lies no fos del tot verídic. Si bé és cert, és un llibre propagandístic en el qual cal dir que hi ha, clarament, elements hiperbòlics. No es pot saber amb exactitud quins elements són veritat i quins son mentida.

## Transmissió Textual

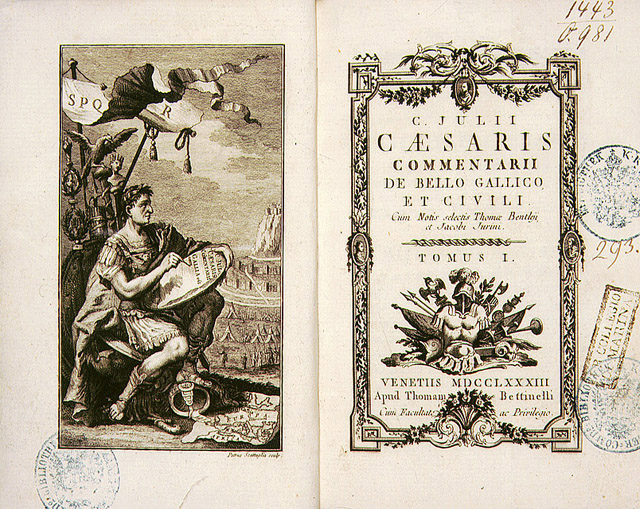
Manuscrit de la Guerra de les Gàl·lies

Els manuscrits de La guerra de les Gàl·lies es divideixen en dos blocs, anomenats α i β. Els manuscrits d'α contenen manuscrits d'entre els segles IX-XIII. Han estat considerats molt millors als manuscrits de l'altre bloc, a causa que trobem els manuscrits més antics datats del segle IX-X, l'Amstelodamensis (Amsterdam) i el Parisinus (París). Els manuscrits d'α sorgeixen a partir de les correccions de Juli Cels Constantí del llibre original de Juli Cèsar.

## Llegat
La guerra de les Gàl·lies és el llibre per excel·lència per començar a aprendre llengua llatina des de fa segles, degut a la seva prosa planera i temàtica entretinguda. Juli Cèsar té com a objectiu no pas escriure un llibre recarregat de figures retòriques i focs d'artifici amb el llenguatge, sinó fer arribar el missatge a un públic ampli, amb l'objectiu d'una fàcil comprensió. Per aquest motiu és el llibre adient per l'aprenentatge del llatí, en comparació amb altres textos de prosa o vers més complicats. El seu homòleg en llengua grega és l'Anàbasi de Xenofont, que destaca, justament, per les mateixes virtuts. També, ha servit com a document històric que ha permès conèixer la cultura i religió dels pobles que es descriuen, així com la situació geogràfica dels mateixos. A més, ha estat part de la cultura popular, gràcies a haver sigut una important influència per artistes d'arreu del món que han fet servir el llibre com a inspiració. Així, Juli Cèsar apareix com un dels personatges dels còmics francesos Astèrix el gal. René Goscinny hi fa una sàtira intel·ligent de l'obra de Cèsar.